# Viscount Vane
Viscount Vane war ein erblicher britischer Adelstitel in der Peerage of Ireland.
Der Titel wurde am 13. September 1720 für den englischen Unterhausabgeordneten William Vane geschaffen. Er war der jüngste Sohn des Christopher Vane, 1. Baron Barnard (1653–1723). Zusammen mit der Viscountcy wurde ihm der nachgeordnete Titel Baron Vane, of Dungannon in the County of Tyrone, verliehen. Beide Titel erloschen, als sein dritter und jüngster Sohn, der 2. Viscount, am 5. April 1789 kinderlos starb. Familiensitz der Viscounts war Caverswall Castle in Staffordshire.

## Liste der Viscounts Vane (1720)
- William Vane, 1. Viscount Vane (1682–1734)
- William Holles Vane, 2. Viscount Vane (1714–1789)